# Gruarna
Gruarna este o arie protejată (arie de protecție specială avifaunistică — SPA) din Suedia întinsă pe o suprafață de 296,4 ha, integral pe uscat.

## Localizare
Centrul sitului Gruarna este situat la coordonatele 56°01′47″N 14°30′53″E / 56.0296°N 14.5147°E.

## Înființare
Situl Gruarna a fost declarat arie de protecție specială avifaunistică în martie 1996 pentru a proteja 9 specii de animale.

## Biodiversitate
Situată în ecoregiunile continentală și marină baltică, aria protejată nu include niciun habitat protejat.
La baza desemnării sitului se află mai multe specii protejate de  păsări (9): Branta leucopsis, ferestraș mic (Mergus albellus), Phalacrocorax carbo sinensis, ciocântors (Recurvirostra avosetta), chiră mică (Sterna albifrons), pescăriță mare (Sterna caspia), chiră de baltă (Sterna hirundo), Sterna paradisaea, chiră de mare (Sterna sandvicensis).